# Rapoltu Mare

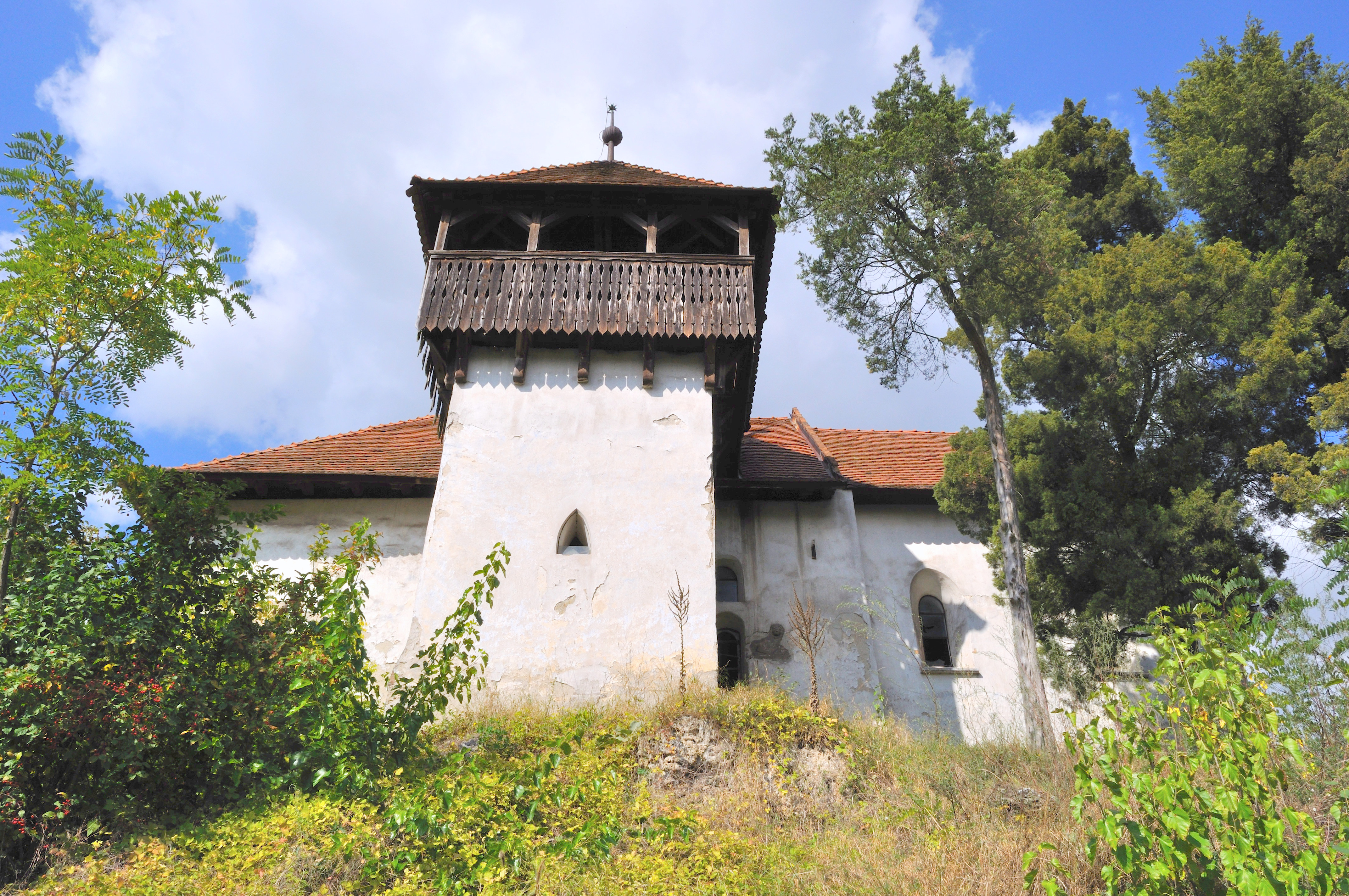
Hongaars Gereformeerde Kerk Rapoltu Mare

Rapoltu Mare (Hongaars: Nagyrápolt) is een Roemeense gemeente in het district Hunedoara.
Rapoltu Mare telt 1913 inwoners.
De gemeente bestaat uit 5 dorpen: Bobâlna (Bábolna), Boiu (Boj), Folt (Folt), Rapoltu Mare en Rapolțel (Kisrápolt).
De gemeente maakt onderdeel uit van de historische etnografische regio Marosmente.
De Hongaarse adellijke familie Szent-Györgyi de Nagyrápolt was de grootgrondbezitter in het dorp sinds de middeleeuwen. De meest bekende telg van het geslacht is de wetenschapper Albert Szent-Györgyi.

## Bevolking
Het hoofddorp Rapoltu Mare heeft een gemengde geschiedenis qua bevolkingssamenstelling. In het verleden woonde er namelijk ook een grote groep Hongaren. Na de Tweede Wereldoorlog werd hun aantal echter snel minder. Tegenwoordig zijn er nog slechts 11 Hongaren woonachtig in Rapoltu Mare. Wel staat er nog een Hongaars Gereformeerde Kerk in het dorp.
De bevolkingssamenstelling in 1900 en 2002:
- 1900 1144 inwoners; 933 Roemenen en 202 Hongaren; 923 orthodox, 178 Hongaars Gereformeerd en 25 Joden.
- 2002 925 inwoners; 884 Roemenen en 11 Hongaren; 816 orthodox, 51 Pinkstergemeente en 10 Hongaars Gereformeerd.